# Hannes Swoboda

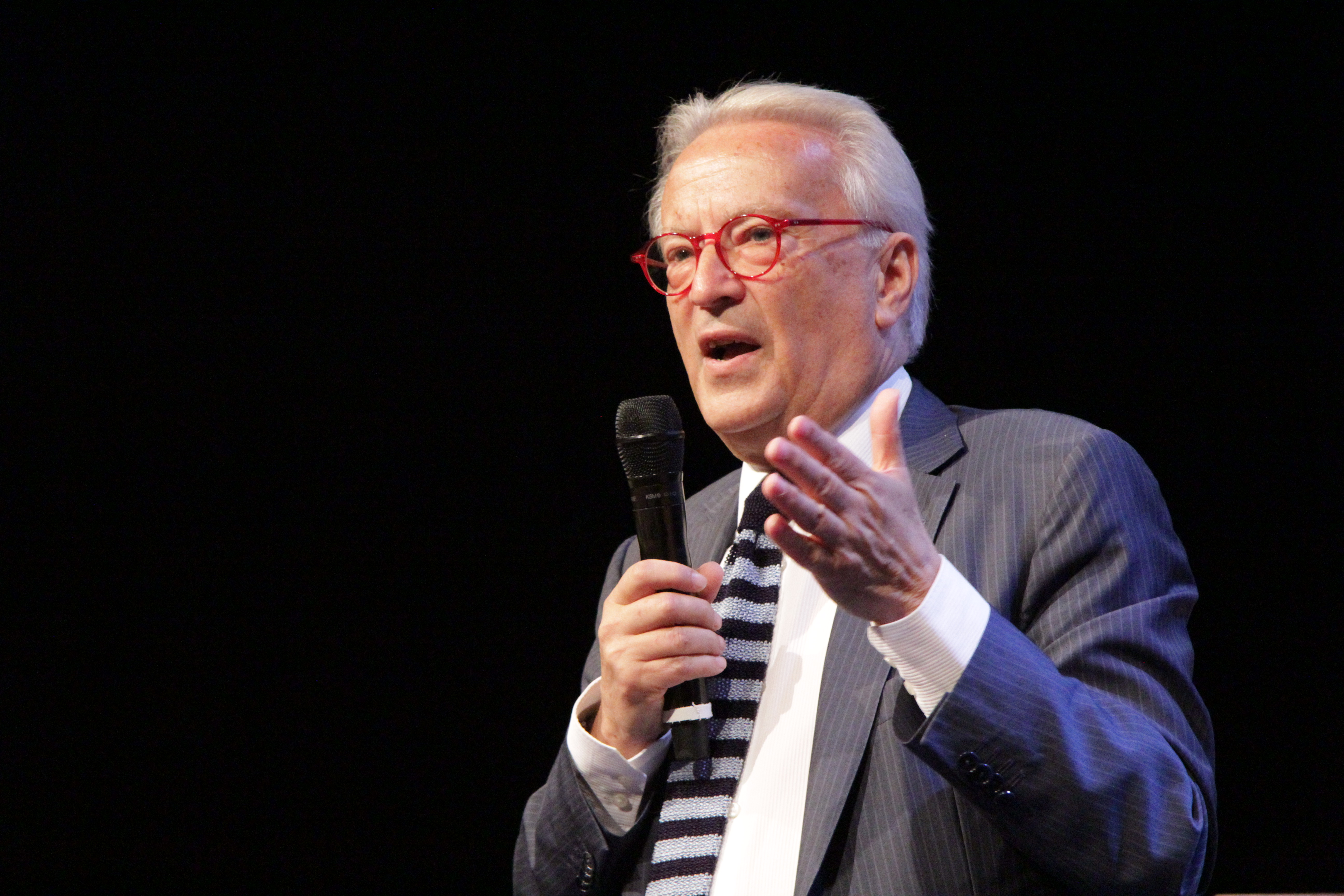
Hannes Swoboda en 2013.

Hannes Swoboda (n. 10 de noviembre de 1946 en Bad Deutsch-Altenburg) es un político socialdemócrata austriaco. Desde 1996 es miembro del Parlamento Europeo.  En el Parlamento representa al Partido Socialdemócrata de Austria y desde el 17 de enero de 2012 es presidente del grupo de la  Alianza Progresista de Socialistas y Demócratas.